# Municipio de José Sixto Verduzco
José Sixto Verduzco es uno de los 113 municipios en que se divide el estado mexicano de Michoacán. Forma parte de la región socioeconómica 2. Bajío.

## Toponimia
El nombre del municipio homenajea a José Sixto Verduzco, párroco insurgente que combatió en la lucha por la independencia de México.

## Geografía

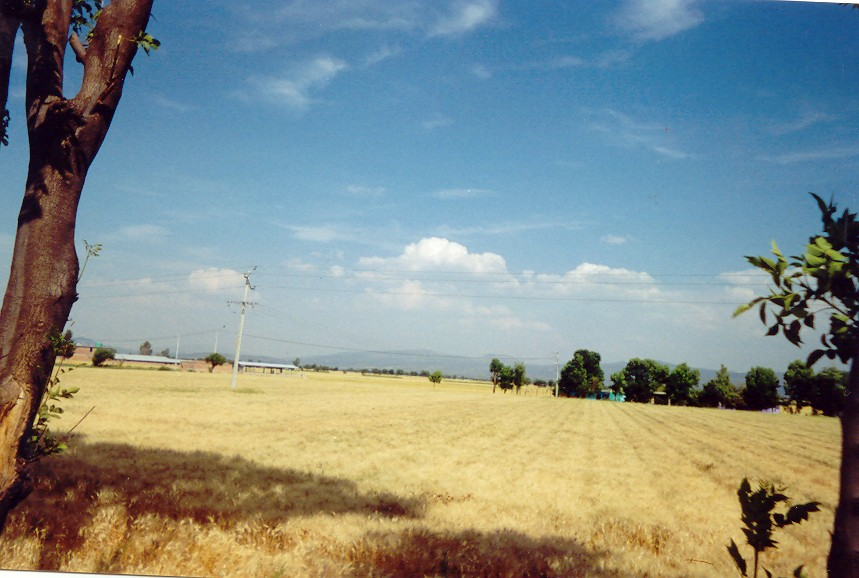
Cultivo de cereales en cercanías de la cabecera municipal

El municipio de José Sixto Verduzco está ubicado al norte del estado. Con una extensión de algo más de 220 km², limita al norte con el estado de Guanajuato; al este con el estado de Guanajuato y el municipio de Puruándiro; al sur con el municipio de Puruándiro; al oeste con los municipios de Puruándiro y Angamacutiro y el estado de Guanajuato.

## Demografía
La población total del municipio de José Sixto Verduzco es de 26 213 habitantes, lo que representa un crecimiento promedio de 0.25 % anual en el período 2010-2020 sobre la base de los 25 576 habitantes registrados en el censo anterior. Al año 2020 la densidad del municipio era de 119,3 hab/km².
| Gráfica de evolución demográfica de Municipio de José Sixto Verduzco entre 2000 y 2020 |
|                                                                                        |
| Fuente: Instituto Nacional de Estadística Geografía e Informática                      |

En el año 2010 estaba clasificado como un municipio de grado muy bajo de vulnerabilidad social, con el 11.89 % de su población en estado de pobreza extrema.
La población del municipio está mayoritariamente alfabetizada (13.50 % de personas analfabetas al año 2010) con un grado de escolarización en torno de los 6 años. Solo el 0.27 % de la población se reconoce como indígena.
El 96.40 % de la población profesa la religión católica. El 2.29 % adhiere a las iglesias Protestantes, Evangélicas y Bíblicas.

### Localidades
En el censo de 2020 el municipio de José Sixto Verduzco contaba con 38 localidades.
| Código INEGI      | Localidad             | Población (2020) |
| ----------------- | --------------------- | ---------------- |
| 161130001         | Pastor Ortiz          | 6 698            |
| 161130012         | San José Huipana      | 3 434            |
| 161130016         | San Martín            | 2 262            |
| 161130018         | Tres Mezquites        | 1 966            |
| 161130004         | La Calera             | 1 478            |
| 161130011         | Héroes de Chapultepec | 1 382            |
| 161130013         | Mancera               | 1 378            |
| Otras localidades | Otras localidades     | 7 615            |
| Total municipal   | Total municipal       | 26 213           |

## Educación y salud
En 2010 el municipio contaba con escuelas preescolares, primarias, secundarias y una escuela de formación media (bachillerato). Las unidades médicas en el municipio eran 12, con un total de personal médico de 16 personas. El 37.5 % de la población de 15 años o más (9283 personas) no había completado la educación básica, carencia social calificada como rezago educativo. El 55.7 % de la población (13 784 personas) no tenía acceso a servicios de salud.

## Economía
Según los datos relevados en 2010, prácticamente la mitad de la población económicamente activa (3439 personas), desarrollaba su actividad en el sector primario (agricultura, ganadería, aprovechamiento forestal, pesca y caza). Según el número de unidades activas relevadas en 2019, los sectores más dinámicos son el comercio minorista, la prestación de servicios de alojamiento temporal y de preparación de alimentos y bebidas, y en menor medida la prestación de servicios generales no gubernamentales.